# Font de la Masera
La Font de la Masera és una font del terme municipal de Sant Esteve de la Sarga, del Pallars Jussà, dins del territori de la Clua.
Està situada a 697,5 m d'altitud, a llevant del poble de la Clua, als peus de la Serra de la Torre. És a l'esquerra del barranc de la Clua, a prop de la llera del barranc.